# Pedro Echagüe
Pedro Echagüe (Buenos Aires, 1821 — San Juan, 1880) était un écrivain, poète, enseignant, dramaturge, journaliste, militaire et officier de police argentin. 
Appartenant au camp unitaire, il prit part, aux côtés de Sarmiento, Lavalle et Lamadrid, à la guerre civile argentine qui secoua le pays durant une grande partie du XIXe siècle. Contraint à l’exil par intermittence, il revint définitivement en Argentine après la débâcle du régime rosiste à Caseros, puis vint à se fixer dans l’ouest du pays, où il assuma plusieurs hautes fonctions publiques et fit paraître divers ouvrages de fiction (poésie, romans, théâtre) et de souvenirs. Il fut aussi le fondateur de trois revues.

## Biographie
Pedro Echagüe était le fils de Juana Arredondo de la Quintana et de Pedro Echagüe, ci-devant sergent-major dans le régiment de l’Étoile (en esp. Regimiento de la Estrella), et dut, frappé d’une mesure de proscription, passer toutes ses jeunes années en exil, dans les campements des groupes unitaires. Il fréquenta le collège des Sciences morales, puis entreprit des études à l’école de Médecine de Buenos Aires, où il se signala comme un étudiant fort distingué. Cependant, ayant été contraint d’émigrer en 1839 sous le coup de la politique répressive du dictateur Juan Manuel de Rosas, il se retrouva à Montevideo, où il lia connaissance avec d’autres exilés, jeunes comme lui, et où il écrivit dans les colonnes des périodiques El Comercio del Plata et de ¡Muera Rosas! (litt. Que meure Rosas !). 
Plus tard, il retourna dans sa patrie pour s’enrôler dans l’armée unitaire de Juan Lavalle et prit activement part à l’action militaire que celui-ci mena contre le régime rosiste. Il monta bientôt en grade, accédant d’abord au rang de lieutenant, dans la legión Álvarez ; puis le général Mariano Acha le fit capitaine et, à la suite de la bataille de Sancala, sergent-major. Il fut l’aide de camp et le secrétaire particulier de Gregorio Aráoz de Lamadrid, qui à plusieurs occasions lui confia de délicates et périlleuses missions. Lorsque Lavalle tomba assassiné sous les balles des fédéralistes en 1841, Pedro Echagüe sera l’un de ces loyaux compagnons qui, portant sur leurs épaules le cadavre enveloppé du drapeau argentin, marchèrent d’interminables journées pour le préserver de la fureur vengeresse des fédéralistes. 
Après que la dictature de Rosas se fut effondrée en 1852, Echagüe regagna sa patrie, où il fut nommé commissaire de police dans la province de La Rioja, fonction qu’il exerça, selon ce qu’indique le recensement de La Rioja pour cette année, jusqu’à 1869. Cependant, face aux événements qui conduiront à la bataille de Cepeda de 1859, il résolut de reprendre la carrière militaire et de rejoindre les troupes de Bartolomé Mitre. C’est du reste dans ces circonstances qu’il fonda, à San Nicolás de los Arroyos, le journal El Litoral. Il servit ainsi dans les troupes unitaires jusqu’après la bataille de Pavón de 1861, mais sa santé ayant subi le contrecoup de ses activités guerrières, il décida de quitte l’armée. 
Domingo Faustino Sarmiento, nommé gouverneur de la province de San Juan, dans l’ouest de l’Argentine, emmena Echagüe avec lui et le désigna inspecteur des écoles, puis, lors de la guerre contre le Chacho Peñaloza, archiviste en chef. Occasionnellement de passage à La Rioja, Echagüe y fonda une nouvelle revue, El Riojano, et vint à y occuper plusieurs positions politiques de premier plan, comme instructeur général de la police, inspecteur général de l’enseignement, et juge criminel. De retour à San Juan, il contracta mariage avec Epifanía de la Barrera et se fixa définitivement dans cette province. Il y fonda encore la revue El Zonda.
Outre ses activités journalistiques, Pedro Echagüe était aussi auteur de théâtre, de romans et de poésies. Il laissa également une œuvre de mémorialiste, en consignant ses années de lutte et d’exil dans les trois volumes intitulés Apuntes de un proscripto (litt. Notes d’un proscrit), qu’il publia à San Juan entre 1868 et 1871, et dans lesquels il relate en particulier les péripéties par lui vécues en Bolivie, au Chili et au Pérou. 
Juan Pablo Echagüe, illustre écrivain et historien argentin, était l’un de ses fils.

## Œuvres de Pedro Echagüe
- Apuntes de un proscrito, 1875.
- Mártires Argentinos, 1875.
- Amor y Virtud, San Juan, impr. El zonda, 1868.
- Dos Novelas regionales, El Ateneo, 1931. De cet ouvrage parurent 4 éditions.
- La Escala rota, Buenos Aires, Leonardo, 1965.
- Memorias y tradiciones, Buenos Aires, Vaccaro, 1922.
- La Chapanay, 1884 (biographie romancée de Martina Chapanay, guerrillera fédéraliste).
- La Rinconada (le premier titre en fut Elvira o el temple de una sanjuanina), San Juan, 1865?. Buenos Aires, Coni, 1924. UBA, 1931.
- Ecos postreros, recueil de poésies lyriques, San Juan, 1877.

Œuvres théâtrales :
- Primero es la patria.
- Rosas.
- Rosas y Urquiza en Palermo, UBA, 1925. Annoté par son fils Juan Pablo Echagüe.
- Las Memorias de un coronel, drame en 3 actes, publié à San Juan, 1868.
- Teatro, Buenos Aires, Vaccaro, 1922. Volume réunissant les œuvres dramatiques de Pedro Echagüe : Rosas ; Padre, hermano y tío ; Un beso ; De mal en peor ; Primero es la patria ; Memorias de un coronel ; Los niños ; Un cantar ; Vivir para dormir ; Diálogo entre la libertad y la anarquía ; Amor y Virtud.